# Phi thành vật nhiễu
Phi thành vật nhiễu là phim hài Trung Quốc năm mới năm 2008 đạo diễn bởi Phùng Tiểu Cương 
Phần 2 Phi thành vật nhiễu 2" phát hành ngày 23 tháng 12 năm 2010.

## Nội dung
Tần Phấn ở tuổi cuối bốn mươi, trở về Trung Quốc sau nhiều năm sống ở nước ngoài. Anh ấy không kiếm được bằng cấp gì khi ở nước ngoài nhưng anh ấy rất giỏi thuyết phục người khác. Sau khi bán một "phát minh sáng tạo" cho một nhà đầu tư thiên thần nổi tiếng (nhưng ngốc nghếch) trở thành triệu phú và với tài sản mới của mình, anh quyết định chấm dứt cuộc sống độc thân của mình, quảng cáo trực tuyến cho các đối tác hôn nhân tiềm năng, để áp dụng "Nếu bạn là một", nghĩa là, chỉ khi họ chân thành.
Anh gặp nhiều ứng cử viên khác nhau, từ một người bạn làm việc cũ đồng tính, một cô bán hàng ở nghĩa trang với giọng đặc sệt miền nam Trung Quốc, một người mắt bệnh đãng trí, một cô gái người dân tộc thiểu số, một góa phụ vô tính, một bà mẹ đơn thân mong đợi, và một thương nhân chứng khoán. Cuối cùng, anh qua đường với nữ tiếp viên hàng không Lương Tiếu Tiếu, người trước đây có mối tình đau khổ với một người đàn ông đã có gia đình.Tần nảy sinh tình bạn bất ngờ với Lương, và họ bắt đầu hẹn hò, theo thỏa thuận rằng trái tim của Lương sẽ luôn ở bên người yêu trước của cô. Tần bắt đầu hoàn toàn thu hút cô ấy, và sự sắp xếp giống như kinh doanh của họ cuối cùng nảy sinh tình yêu trong một chuyến đi đến Hokkaido .

## Diễn viên
| Diễn viên         | Vai                                     | Vai trò   | Vai trò   | Miêu tả | Ghi chú |
| Diễn viên         | Vai                                     | 1         | 2         | |         |
| Cát Ưu            | Tần Phấn                                | Chính     | Chính     | Một trong những phát minh thiên tài của ông đã được các nhà đầu tư mạo hiểm mua lại với giá cao nên chỉ qua một đêm ông đã trở nên giàu có và trở thành “người thừa” trong thành phố. Nhưng anh ấy hoặc gặp lại những người đồng tính, hoặc gặp những người bán hàng, điều này khiến anh ấy khá thất vọng cho đến khi gặp Lương Tiếu Tiếu. |         |
| Thư Kỳ            | Lương Tiếu Tiếu                         | Chính     | Chính     | Nàng tiếp viên của một hãng hàng không, yêu một người đàn ông đã có gia đình. Cô đến gặp Tần Phấn vì nghe theo sự sắp đặt của gia đình. Sau đó, vì cô đang có ý định chia tay với tình cũ, cô đã tìm gặp Tần Phấn và bắt đầu chuyến du lịch đến Hokkaido cùng Tần Phấn.                                                                    |         |
| Phạm Vĩ           | Phạm tiên sinh                          | Phụ       |           | Một nhà đầu tư mạo hiểm và trông giống như một kẻ theo chủ nghĩa tân cổ điển. Anh ta mua lại bằng sáng chế phát minh của Tần Phấn với giá cao ngất trời, và vì cuộc giao dịch này mà cuộc đời của Tần Phấn đã thay đổi. Nhưng ông đang phải vật lộn với làn sóng suy thoái kinh tế gây ra bởi tình trạng hỗn loạn tài chính toàn cầu.      |         |
| Hồ Khả            | Nữ thương nhân cổ phiếu                 | Khách mời |           | Một người đẹp luôn nghĩ về bản thân và nghiện thị trường chứng khoán, cô đã gặp Tần Phấn trong một buổi Hẹn hò giấu mặt tại một quán bar ở Houhai, nhưng trong buổi Hẹn hò giấu mặt, sau khi biết Tần Phấn có rất nhiều tiền mặt, cô đã thuyết phục Tần Phấn đầu tư cổ phiếu, khiến Tần Phấn tức giận rời đi.                              |         |
| Xa Hiểu           | Cô gái lãnh đạm                         | Khách mời |           | |         |
| Phương Trung Tín  | Người đã kết hôn                        | Khách mời |           | |         |
| Phùng Viễn Chinh  | Người đồng tính nam                     | Khách mời |           | |         |
| Hà Giai Di        | Nhân viên bán hàng của nghĩa trang      | Khách mời |           | |         |
| Lý Lâm            | Vợ của một người đàn ông đã có gia đình | Khách mời |           | |         |
| Ổ Dật Thông       | Ổ Tang                                  | Khách mời | Khách mời | |         |
| Củng Tân Lượng    | MiuMiu                                  | Khách mời |           | Trợ lý nhà đầu tư mạo hiểm |         |
| La Hải Quỳnh      | Nữ nhân người Miêu                      | Khách mời |           | |         |
| Tôn Hồng Lôi      | Lý Hương Sơn                            |           | Khách mời | Sau khi ly hôn, mắc bệnh ung thư và cuối cùng tự kết liễu đời mình bằng cách nhảy xuống biển. |         |
| Diêu Thần         | Mang Quả                                |           | Khách mời | Bạn thân của Lương Tiếu Tiếu, là tình nhân của Lý Hương Sơn, đồng thời nảy sinh tình cảm với Lý Kiên Cường. |         |
| Liêu Phàm         | Kiến Quốc                               |           | Khách mời | |         |
| An Dĩ Hiên        | Hiên Hiên                               |           | Khách mời | Đối tác của Tần Phấn, cả hai đã tổ chức một chương trình tạp kỹ du lịch "Take You To Play", và vì có mối quan hệ thân thiết với Tần Phấn, cô trở thành tình địch của Lương Tiếu Tiếu. |         |
| Thiệu Binh        | Lý Kiên Cường                           |           | Khách mời | Lính hải quân, có mối quan hệ với Mang Quả |         |
| Trương Hàm Dư     | Bàng Bạch                               |           | Khách mời | |         |
| Phùng Thiệu Phong | Khách                                   |           | Khách mời | |         |
| Triệu Bảo Cương   | Triệu Học Hải                           |           | Khách mời | Giám khảo cuộc thi sắc đẹp |         |
| Đậu Văn Đào       | MC cuộc thi sắc đẹp                     |           | Khách mời | |         |
| Trương Hinh Dư    | Hình Dư                                 |           | Khách mời | Người mẫu tại một cuộc đấu giá |         |
| Quan Hiểu Đồng    | Xuyên Xuyên                             |           | Khách mời | Con gái của Lý Hương Sơn |         |
| Nhạc Gia          | Người dẫn chương trình đấu giá          |           | Khách mời | Người bán đấu giá |         |

## Nhạc phim

### Phần 1
| Tên                     | Trình bày                 | Thể loại |
| ----------------------- | ------------------------- | -------- |
| 《信以为真》            | Thượng Văn Tiệp, Vũ Tuyền | OST      |
| 《众里寻她》            | Dương Khôn                | Sáp khúc |
| 《爱》                  | Thượng Văn Tiệp           | Sáp khúc |
| 《花火》                | Thượng Văn Tiệp           | Sáp khúc |
| 《倾城》                | Thượng Văn Tiệp           | Sáp khúc |
| 《Quand je me regarde》 | Thượng Văn Tiệp           | Sáp khúc |
| 《一瞬间》              | Trương Lương Dĩnh         | OST      |
| 《悬崖》                | Thượng Văn Tiệp           | Sáp khúc |

### Phần 2
| Tên        | Lời          | Sáng tác     | Trình bày                | Thể loại      |
| ---------- | ------------ | ------------ | ------------------------ | ------------- |
| 爱过       | Trần Sở Sinh | Trần Sở Sinh | Trần Sở Sinh, An Dĩ Hiên | OST           |
| 最好不相见 |              | Loan Thụ     | Lý Mạc                   | Nhạc kết phim |